# Typ 051
Der Typ 051 (nach NATO-Codename als Luda-Klasse bezeichnet) war eine Klasse von siebzehn Lenkwaffenzerstörern der Marine der Volksrepublik China. 

## Geschichte
Im Jahr 1960 begann die chinesische Marine mit dem Entwurf eines Lenkwaffen tragenden Kriegsschiffes auf Basis der sowjetischen Zerstörer der Projekte 41 und 56. Durch das chinesisch-sowjetische Zerwürfnis wurden diese Arbeiten aber gestoppt und erst 1965 wieder aufgenommen. Es wurden sieben Schiffe bestellt, die von 1970 bis 1976 vom Stapel liefen und zwischen 1971 und 1979 in Dienst gestellt wurden. Die Verarbeitungsqualität dieser Einheiten war aber auf Grund der Kulturrevolution mangelhaft, weshalb sie erst ab 1985 als voll einsatzbereit galten. Ein zweites Baulos mit acht Schiffen, auch als Typ 051D bezeichnet, folgte und wurde zwischen 1980 und 1987 in Dienst gestellt. Ein drittes Baulos mit zwei Schiffen, auch als Typ 051G bezeichnet, wurde 1991 in Dienst gestellt. Diese beiden Einheiten waren mit französischen Systemen ausgerüstet und dienten als Testschiffe für auf den Zerstörern der Typ 051B und Typ 052 eingesetzte Technik.

## Einheiten
| Kennung  | Name             | Bauwerft                                     | Kiellegung    | Stapellauf        | Indienststellung  | Außerdienststellung | Bemerkungen              |
| Typ 051  | Typ 051          | Typ 051                                      | Typ 051       | Typ 051           | Typ 051           | Typ 051             | Typ 051                  |
| -------- | ---------------- | -------------------------------------------- | ------------- | ----------------- | ----------------- | ------------------- | ------------------------ |
| 105      | Jinan (济南)     | Dalian Shipbuilding Industry Company, Dalian | Dezember 1968 | 30. Juli 1970     | 31. Dezember 1971 | 15. November 2007   | Museumsschiff            |
| 106      | Xi'an (西安)     | Dalian Shipbuilding Industry Company, Dalian | 1969          | September 1970    | 28. November 1974 | 29. September 2007  | Museumsschiff            |
| 107      | Yinchuan (银川)  | Dalian Shipbuilding Industry Company, Dalian | 1970          | Mai 1972          | 28. Juni 1976     | 18. Oktober 2012    | Museumsschiff            |
| 131      | Nanjing (南京)   | Hudong–Zhonghua Shipbuilding, Schanghai      | 1972          | 11. Dezember 1973 | 6. Februar 1977   | 26. September 2012  | Museumsschiff            |
| 160      | Guangzhou (广州) | Hudong–Zhonghua Shipbuilding, Schanghai      | 1973          | 28. April 1973    | 30. Juni 1974     | -                   | gesunken am 9. März 1978 |
| 161      | Changsha (长沙)  | Hudong–Zhonghua Shipbuilding, Schanghai      | 1973          | 28. Juni 1973     | 31. Dezember 1975 | 26. August 2008     | -                        |
| 162      | Nanning (南宁)   | Hudong–Zhonghua Shipbuilding, Schanghai      | 1974          | 27. Oktober 1976  | 23. März 1979     | September 2012      | -                        |
| Typ 051D |                  |                                              |               |                   |                   |                     |                          |
| 108      | Xining (西宁)    | Dalian Shipbuilding Industry Company, Dalian | 1973          | 16. Oktober 1978  | 29. Januar 1980   | 25. September 2013  | Museumsschiff            |
| 109      | Kaifeng (开封)   | Dalian Shipbuilding Industry Company, Dalian | 1974          | 3. November 1979  | 25. Dezember 1982 | 16. Mai 2019        | -                        |
| 163      | Nanchang (南昌)  | Hudong–Zhonghua Shipbuilding, Schanghai      | 1975          | 22. Dezember 1979 | 15. November 1982 | 8. September 2016   | Museumsschiff            |
| 110      | Dalian (大连)    | Hudong–Zhonghua Shipbuilding, Schanghai      | 1976          | 20. August 1981   | 26. Dezember 1984 | 16. Mai 2019        | Museumsschiff            |
| 132      | Hefei (合肥)     | Hudong–Zhonghua Shipbuilding, Schanghai      | 1976          | November 1978     | 18. März 1980     | 16. November 2012   | Museumsschiff            |
| 133      | Chongqing (重庆) | Hudong–Zhonghua Shipbuilding, Schanghai      | 1978          | 31. Oktober 1980  | 30. Dezember 1983 | 26. September 2014  | Museumsschiff            |
| 134      | Zunyi (遵义)     | Hudong–Zhonghua Shipbuilding, Schanghai      | 1980          | 25. November 1983 | 28. Dezember 1984 | 16. Mai 2019        | Museumsschiff            |
| 164      | Guilin (桂林)    | Hudong–Zhonghua Shipbuilding, Schanghai      | 1984          | 20. Juni 1984     | 10. Juli 1987     | 16. Mai 2019        | -                        |
| Typ 051G |                  |                                              |               |                   |                   |                     |                          |
| 165      | Zhanjiang (湛江) | Dalian Shipbuilding Industry Company, Dalian | 1986          | 1990              | 1991              | 28. August 2020     | Museumsschiff            |
| 166      | Zhuhai (珠海)    | Dalian Shipbuilding Industry Company, Dalian | 1986          | 1990              | 1991              | 28. August 2020     | Museumsschiff            |